# 水車 (ホッベマの絵画)
『水車』（すいしゃ、仏: Le Moulin à eau, 英: The Water Mill）は、オランダ絵画黄金時代の画家メインデルト・ホッベマが1660年代にキャンバス上に油彩で制作した風景画である。柵の上に「m. Hobbema」という画家の署名が記されている。作品は1861年にヴィスルバン (Witzleben) 男爵から取得されて以来、パリのルーヴル美術館に所蔵されている。

## 作品
メインデルト・ホッベマはオランダ絵画史上ヤーコプ・ファン・ロイスダールと並ぶ有数の風景画家であり、ドラマ性に富んだ趣のある風景画で知られている。後世の画家たちもホッベマに絶大な影響を受けており、19世紀にはフランスのバルビゾン派の風景画家たちがロイスダールとともにホッベマの技法を取り入れた。
ホッベマは故郷のアムステルダム以外の場所や旅の途中でモティーフを見つけ出したが、その場所の中にはトゥウェンテ (ドイツに隣接するオランダの地域) 近辺の深い森林地帯、オランダ国境沿いにあるドイツのヴェストファーレン地方のような遠方も含まれていた。ホッベマの旅の多くは、彼の師であったロイスダールに随行したものである。

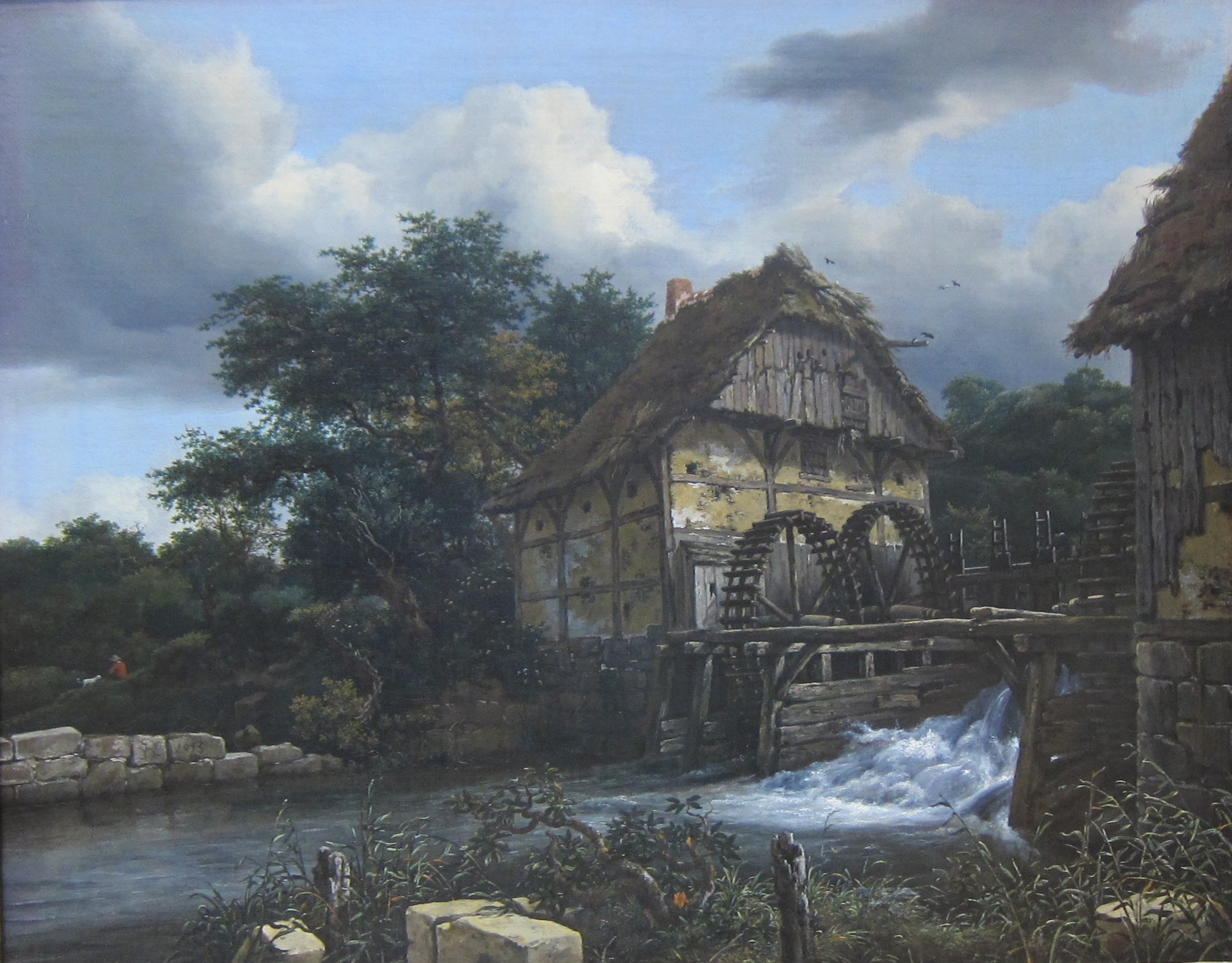
ヤーコプ・ファン・ロイスダール『開いた水門のある二つの水車小屋』 (1653年)、J・ポール・ゲティ美術館、ロサンゼルス

ホッベマの好みのモティーフは、道や光り輝く池のある、陽光に照られされた森、散在する木々のある平地の風景、そして水車であった。彼はとりわけ水車を好み、水車を描いた絵画は30数点が知られている。ロイスダールは水車小屋を絵画の中心的主題とした最初の画家であるが、1660年代に水車小屋の主題に取り組み始めたホッベマは今日、ロイスダールよりも水車小屋を強く連想させる画家となっている。
本作に描かれているのは、ドイツとの国境に接するオーファーアイセル州近くのデンカンプ (Denckamp) にほど近いジングラーフェン (Singraven) の土地に立ち並ぶ製材所の水車であり、今も現存している。ホッベマは背景にメインモティーフである水車を描き、前景に太陽の光で葉を金色に染めた節だらけの木々を配した。水車という単純なモティーフが、色彩の鮮やかなコントラスト、光線、迫力ある雲の形を通して風情ある演出を施されている。